# Pfajfer Tamás
Pfajfer Tamás (ukránul: Томаш Йосипович Пфайфер, Tomás Joszipovics Pfájfer, oroszul: Томаш Йосифович Пфайфер, Tomás Joszifovics Pfájfer) (Munkács, Bereg vármegye, Magyarország, 1942– ) magyar származású ukrán és szovjet labdarúgócsatár és fedezet, később össz-szövetségi labdarúgó-játékvezető. 1965-ben az ukrán másodosztályú bajnokságban szerzett bajnoki címet, 1972-ben pedig ezüstérmes lett. Szovjet sportmester.

## Pályafutása

### Játékosként
A pályafutását különböző munkácsi és ungvári ificsapatokban kezdte. A technikás és villámgyors fiatalembert 1961-ben meghívták Kárpátalja válogatott-csapatába, amely már a következő évben megnyerte az ukrajnai ifjúsági labdarúgó-bajnokságot. Még az év őszén őt leigazolták az ungvári Verhovina felnőttcsapatába, de rövidesen behívták a Szovjet Hadseregbe. A sorkatonai szolgálatát előbb a SZKA Lvov labdarúgócsapatában teljesítette, majd egy rövid ideig az odesszai katonai klubtárs másodosztályú együttesében folytatta. 1965-ben visszatért Lvov-ba és megnyerve az Ukrán labdarúgó-bajnokságot csapatával bejutott a szovjet bajnokság első osztályának második csoportjába, ahonnan a következő szezonban ki is esett. 1969-ben Pfajfer Tamást meghívták a szintén másodosztályú Avanhard Ternopolba. Utána egy kis időre visszatért Kárpátaljára az Ungvári Verhovinához, de onnan ismételten átigazolt a korábbi csapatához. Egy év elteltével azonban véglegesen visszatért Ungvárra, az akkor már Hoverla Uzsgorod-ra átkeresztelt csapatával ezüstérmet szerzett az ukrán bajnokságban és utána az aktív labdarúgást befejezte. Ezt követően a helyi Szpartak és Tisza sportegyesületekben töltött be különböző vezetői beosztásokat és aktívan részt vett a városi és megyei labdarúgó-szövetségek munkájában.

### Labdarúgó-játékvezetőként
Visszatérése után, a játékvezetői vizsga megszerzését követően, különböző szintű labdarúgótornákon szerezte meg a szükséges tapasztalatokat. Ellenőrei, sportvezetői javaslatára 1986-ban lett a szovjet I. Liga játékvezetője.

## Sikerei, díjai
- Ukrán labdarúgó-bajnokság
  - bajnok: 1965
  - ezüstérmes: 1972
- „Szovjet sportmester” kitüntető cím: 1965
- „Össz-szövetségi játékvezető” kitüntető cím: 1986

## Ajánlott irodalom
- Fedák László. Kárpátalja a sporteredmények tükrében (43., 53., 118. és 138. oldal). Ungvár: Karpati (1994) (ukránul)
- Krajnyanica Péter. A kárpátaljai labdarúgás története (96., 173., 174., 175 és 177. oldal). Ungvár: Karpati (2004) (ukránul)
- Mihalina László. Otthon minden kő megsegít... (105., 107. és 108. oldal). Vác: Kucsák Könyvkötészet és Nyomda (2011)